# Йордани

Герб Тромби

Йордани гербу Тромби, або Труби — польський шляхетський рід. Представники — військові та державні діячі Королівства Ягеллонів, Речі Посполитої, магнати. За Каспером Несецьким, походив з Краківського воєводства.

## Представники
- Mikoлaй із Зakлiчинa Йордан (або Йордан із Заклічина[1]) — войніцький каштелян,[2] дружина — Ядвіга, донька маршалка Миколая з Бжезя Лянцкоронського,
  - Ян (†1507) — великорадця і жупник краківський, бохенський, велицький, бєцький каштелян часів короля Олександра Ягелончика, дружина — Дорота з Кемпна
    - Зиґмунт, дружина — Коморовська гербу Корчак
      - Адам, дружина — сестра краківського біскупа Пйотра Мишковського
        - Якуб, зять белзького каштеляна Яна Гербурта

    - Ахацій
    - Кшиштоф
    - Гермолаус — самбірський староста, дружина — Катажина Вельоґловська
      - Ян — ротмістр, учасник походу Альбрехта Ласького під Очаків, — дружина Зофія Подфіліпська
      - Спитек Вавжинець (†1596) — краківський стольник, очільник опозиції до канцлера
        - Спитек Вавжинець

    - Зофія

- - Миколай
    - Миколай — другий син, войніцький каштелян, друга дружина — Анна Ярославська
      - Спитек Вавжинець — воєвода сандомирський, краківський; каштелян краківський.[3]

- Адам — підконюший коронний, дружина — Євросина Крушельницька гербу Сас[4]
- Ґвільгельм — можливо, помилково, Львівський та Галицький арцибіскуп
- Францішек — войніцький каштелян, староста добчицький
- Міхал Стефан — брацлавський воєвода
- Ян
  - Гермолаус — 4-й син Яна Йордана, придворний короля Сігізмунда І Старого[5] самбірський староста, чоловік Евфрозини з Мнішехів (зять Єжи Мнішека)[6]
    - Кшиштоф
    - Якуб — придворний Сігізмунда Августа, воював разом з Бернардом Претвичом
      - Гермолаус —

- N — Жарнувський каштелян, сприяв налагодженню контактів між православними українцями та королевою Боною під час конфлікту з Бернардом Вільчеком щодо призначення на посаду нового Львівського (Галицького) єпископа.[7]
- Зофія з Йорданів Зборовська — дружина Александера Зборовського
- Зофія з Йорданів Оссолінська — перша дружина каштеляна Міколая «Старшого» Оссолінського[8]
- Ядвіґа з Йорданів Оссолінська — перша дружина жидачівського старости Героніма Оссолінського[9]